# 아카디아 퇴거
아카디아 주민 퇴거(영어: Expulsion of the Acadians, 프랑스어: Le Grand Dérangement)는 오늘날의 캐나다 프린스에드워드아일랜드주, 뉴브런즈윅주 노바스코샤주, 마리팀스에 개척했던 프랑스 식민지 아카디아에서 영국군들이 주민들을 강제로 퇴거시킨 사건이다. 퇴거(1755-1764)는 7년 전쟁의 북미 전선인 프랑스-인디언 전쟁에서 일어났다. 그리고 누벨프랑스를 상대로 한 영국군의 작전의 일부였다. 영국은 아카디아 주민을 13개 식민지로 추방했으며, 1758년 이후에는 아카디아 주민들을 영국과 프랑스로 사민시켰다. 이 지역의 14,100명의 아카디아 주민들 중 약 11,500명의 아카디아 주민들이 추방되었다. (1764년의 인구조사에 따르면 2,600명의 아카디아 주민들이 식민지에 머물렀다는 것을 나타내며, 아마도 등록 기피로 추정된다.) 스페인 계승 전쟁 동안 영국군은 포위 공격으로 식민지의 수도인 로열 요새를 점령했다. 분쟁을 종결한 1713년 〈위트레흐트 조약〉은 영국에 식민지를 양도하고 아카디아 주민들이 그들의 땅을 지킬 수 있게 했다. 이후 45년 동안 아카디아 주민들은 영국에 대한 무조건적인 충성 맹세에 서명하기를 거부했다. 같은 기간 동안 그들은 영국군에 대항한 다양한 군사 작전에 참여했으며 루이부르그와 보세주르 요새와 같은 프랑스 요새에 보급선을 유지했다. 결과적으로 영국군은 아카디아 주민들에 의해 제기된 군사적 위협을 제거하고 루이부르그 지역에 공급하는 보급선을 영구히 제거하려고 노력했다.
중립을 지켜왔던 아카디아 주민들과 아카디아 점령에 저항했던 아카디아 주민을 구별하지 않고 영국 총독 찰스 로렌스와 노바스코샤 위원회는 그들을 전면 퇴거시키라고 명령했다. 최초의 퇴거 파동에서 아카디아 주민들은 다른 영국 식민지로 추방되었다. 두 번째 파동에서는 이주한 루이지애나에서 영국과 프랑스로 사민되었다. 아카디아 주민은 처음에는 캐나다의 식민지화되지 않은 프랑스어권 식민지인 현재의 프린스에드워드아일랜드 주와 케이프 브레튼 섬 등지로 도주를 했다. 제2차 퇴거 파동에서는 아카디아 주민들은 투옥되거나 추방되었다.
퇴거를 통해 아카디아 주민과 아바나키 연맹은 1744년 이후 계속된 영국의 침략에 대응하여 영국에 대한 게릴라전을 계속했다.(조지 왕 전쟁, 르 루트르 신부 전쟁 참조)
영국군이 루이부르를 격퇴하고 미크매크와 아카디아 민병대를 약화시키는 등 군사적 목표를 달성함에 따라, 퇴거의 결과는 주로 민간인 인구와 이 지역 경제의 황폐화였다. 퇴거로 인해 수천 명의 아카디아 주민들이 배를 잃어버리고 질병과 익사로 인해 사망했다.
1764년 7월 11일 영국 정부는 충성 맹세만 한다면 아카디아 주민들이 합법적으로 영국 영토로 돌아갈 수 있도록 한 평의회 의안을 통과시켰다.
미국 시인 헨리 워즈워스 롱펠로는 그의 유명한 〈에반젤린〉(Evangeline)에서 이 역사적인 사건을 기념했다. 아카디아 사학자 모리스 배스크에 따르면, 엔반젤린의 이야기는 추방에 대한 역사적인 기록에 영향을 미쳤지만, 중립적인 아카디아 주민을 강조하고, 대영 제국에 저항한 사람들을 강조하지 않았다.

## 같이 보기
- 인디언 이주
- 반가톨릭주의